# Ceratosaurus
Ceratosaurus /ˌsɛrətoʊˈsɔːrəs/ (tiếng Hy Lạp κερας/κερατος, keras/keratos nghĩa là "sừng" và σαυρος/sauros nghĩa là "thằn lằn") là một chi khủng long chân thú ăn thịt lớn sống vào kỷ Jura muộn (Kimmeridgia tới Tithonia), được phát hiện tại thành hệ Morrison ở Bắc Mỹ, và thành hệ Lourinhã ở Bồ Đào Nha. Nó có hàm lớn, răng giống lưỡi dao, và một cái sừng lớn trên mõm. Chi trước khỏe nhưng khá ngắn.

## Mô tả

Kích thước của hai mẫu vật so với một con người, với mẫu gốc của Ceratosaurus nasicornis (USNM 4735) màu vàng và một mẫu vật lớn hơn (UMNH VP 5278) màu xanh.

Ceratosaurus sở hữu hình thái cơ thể điển hình của các loài khủng long chân thú lớn. Chúng di chuyển bằng hai chi sau chắc khỏe, trong khi hai chi trước có kích thước tiêu giảm. Mẫu USNM 4735 được phát hiện là mẫu bộ xương gốc của loài Ceratosaurus nasicornis, một cá thể dài 5.3 m hoặc 5.69 m theo các nguồn khác nhau.:115 Không rõ liệu con vật đã trưởng thành chưa.:66 Othniel Charles Marsh vào năm 1884, cho rằng mẫu này nặng bằng một nửa so với Allosaurus đương đại. Trong các năm gần đây, số liệu đã được chỉnh lại thành 418 kg, 524 kg, hoặc 670 kg. Ba bộ xương khác được phát hiện vào nửa sau của thế kỷ 20 lớn hơn đáng kể. Đầu tiên, mẫu UMNH VP 5278, được James Madsen ước tính không chính xác dài khoảng 8,8 m, nhưng sau đó đính chính lại thành 7 m. Trọng lượng của nó được tính ở mức 980 kg, 452 kg và 700 kg trong các công trình nghiên cứu riêng biệt. Bộ xương thứ hai, MWC 1, hơi nhỏ hơn UMNH VP 5278 và có thể nặng 275 kg. Mẫu thứ ba, chưa được mô tả, BYUVP 12893 được cho là lớn nhất trong các mẫu được phát hiện, mặc dù các ước tính chưa được công bố.:192 Một mẫu khác (ML 352), được phát hiện ở Bồ Đào Nha năm 2000, ước tính dài 6 m và có khối lượng khoảng 600 kg.

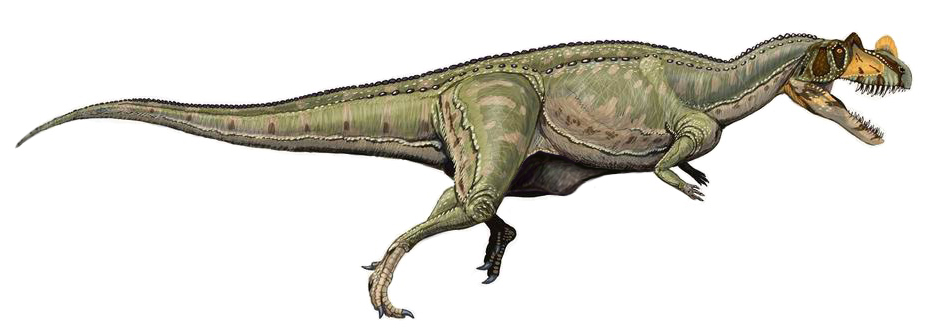
Tranh vẽ của họa sĩ về Ceratosaurus nasicornis

Số lượng chính xác của đốt sống không rõ do có một số khoảng trống trong cột sống của mẫu Ceratosaurus nasicornis gốc. Ít nhất 20 đốt sống tạo nên phần cổ và lưng trước xương cùng. Ở phần giữa cổ, các centra (bề mặt) vừa cao vừa dài; ở phần trước và sau của cổ, centra ngắn hơn chiều cao của chúng. Số lượng các gai thần kinh chĩa ra ngoài tương đối lớn, và, ở đốt lưng, chúng cao bằng chiều dài của đốt sống. Cột xương sống, bao gồm sáu đốt sống tại xương cùng hợp nhất, cong lên, với bề mặt đốt sống của nó giảm chiều cao ở phần giữa, giống trong một số loài ceratosaurian khác.:55–58 Xương đuôi có khoảng 50 đốt sống và bằng khoảng một nửa chiều dài của con vật; trong mẫu này, chiều dài đuôi được ước tính là 9.33 ft.:115 Chiếc đuôi sâu từ trên xuống dưới do gai thần kinh cao và xương chevron dài (những chiếc xương nằm dưới đốt đuôi). Giống ở các loài khủng long khác, đuôi là đối trọng của cơ thể và chứa cơ xương đùi nối đuôi (caudofemoralis) lớn, chịu trách nhiệm cho lực đẩy về phía trước trong quá trình vận động, kéo phần đùi trên về phía sau khi co cơ.:55–58

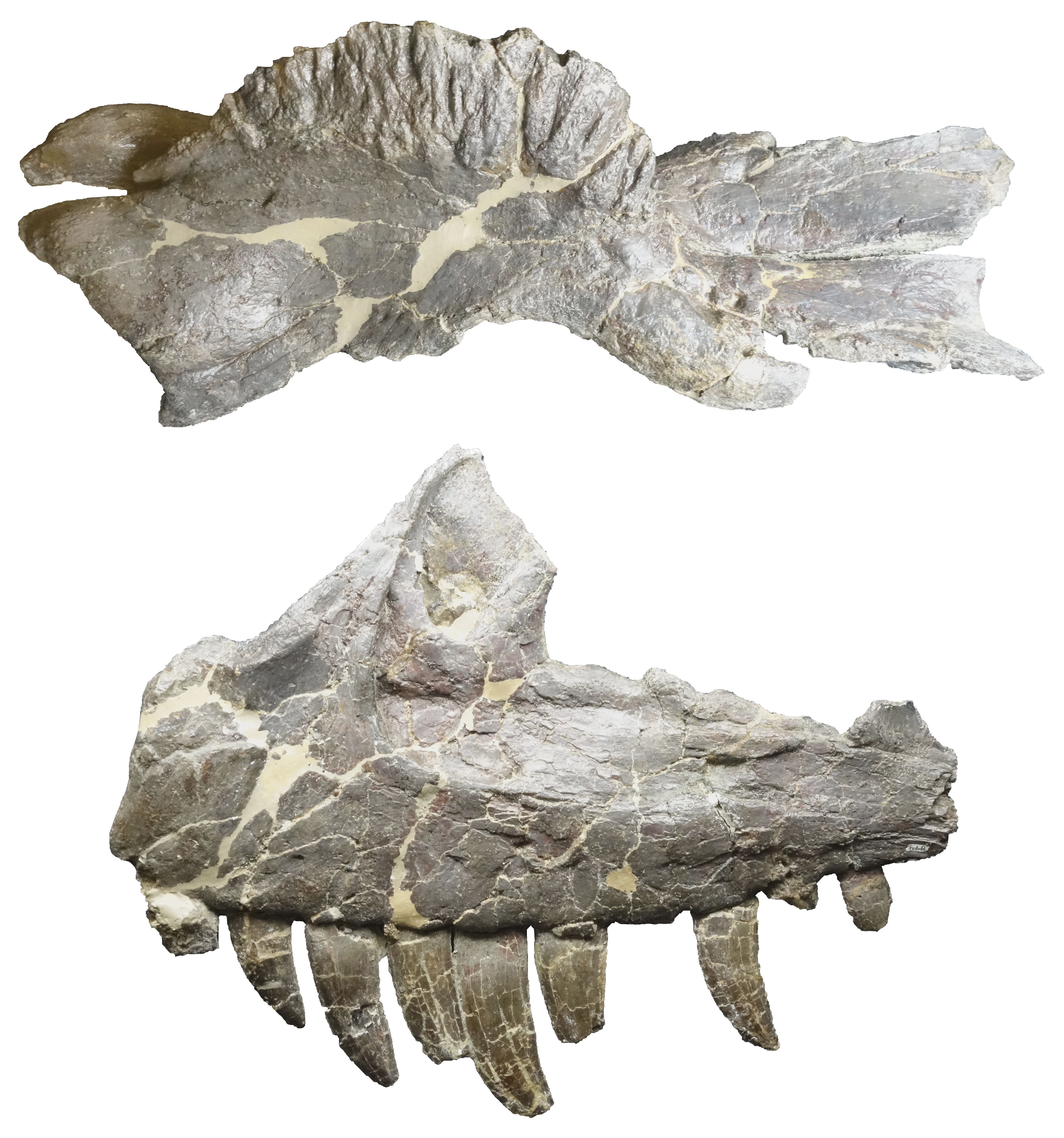
Hộp sọ khác biệt của Ceratosaurus: Các xương mũi trái và phải hợp nhất tạo thành một sừng mũi nổi bật (trên), và các răng của mõm trên cực kì dài (dưới). Hóa thạch thuộc một phần mẫu vật MWC 1 từ Fruita, Colorado và được trưng bày tại Bảo tàng Khủng long Journey.

Xương vai hợp nhất với xương quạ, tạo thành một xương đơn mà không có bất kỳ sự phân biệt rõ ràng nào giữa hai thành phần cấu thành.:58 Mẫu vật Ceratosaurus nasicornis được tìm thấy với một chi trước có khớp nối với bàn tay không đầy đủ. Mặc dù khớp bị phân tách trong quá trình chuẩn bị, một mô hình đã được tạo ra trước đó để bảo lưu các vị trí tương đối nguyên hiện trạng của khớp xương để phục vụ các nghiên cứu sau này. Xương cổ tay chưa được tìm thấy ở bất kỳ mẫu nào, dẫn đến một số tác giả cho rằng chúng đã bị thoái hóa. Trong một bài báo năm 2016, Matthew Carrano và Jonah Choiniere cho rằng khối xương cổ tay có một hoặc nhiều sụn, bằng chứng là một khoảng trống giữa xương cẳng tay và xương bàn tay và kết cấu bề mặt xương trong khoảng trống đó. Trái ngược với hầu hết các khủng long chân thú khác với tay chỉ có ba ngón (ngón từ I-III), Ceratosaurus có bốn ngón, với ngón IV tiêu giảm. Các xương bàn tay thứ nhất và thứ tư ngắn, trong khi cái thứ hai hơi dài hơn cái thứ ba. Các xương bàn tay và đặc biệt là các đốt ngón tay thứ nhất có tỷ lệ rất ngắn, không giống như trong hầu hết các loài khủng long chân thú cơ bản khác. Chỉ các đốt ngón tay đầu tiên của các ngón thứ II, III và IV được bảo quản trong nguyên mẫu; tổng số đốt ngón tay và móng vuốt không rõ. Giải phẫu của xương bàn tay chỉ ra rằng các đốt ngón tay ban đầu đã có mặt trên ngón này từ ban đầu. Các pes (bàn chân) bao gồm ba ngón trọng tải, đánh số II-IV. Ngón I, mà trong các loài khủng long chân thú thường bị tiêu giảm thành ngón huyền không chạm đất, không có mặt trong nguyên mẫu. Marsh, trong bản mô tả năm 1884 của ông, cho rằng ngón này đã bị thoái hóa hoàn toàn trong chi Ceratosaurus, nhưng Charles Gilmore, trong chuyên khảo năm 1920 của ông, lưu ý một khu vực khả thi ở trên xương bàn chân thứ hai chỉ ra sự hiện diện của ngón huyền này.:112
Duy nhất trong số các khủng long chân thú, Ceratosaurus sở hữu các vảy xương nhỏ, kéo dài và không đều được hình thành dọc theo đường giữa của cơ thể. Những vảy xương như vậy đã được tìm thấy trên các cột sống thần kinh của đốt cổ 4 và 5 cũng như đốt lưng từ 4 đến 10, và hình thành một hàng liên tục có thể kéo dài từ đáy sọ đến phần lớn đuôi. Theo đề xuất của Gilmore vào năm 1920, vị trí của chúng in lại trên ma trận đá có thể phản ánh vị trí chính xác của chúng trên da của con vật. Các vảy xương trên đuôi đã được tìm thấy cách vị trí các gai thần kinh khoảng 25 mm đến 38 mm, có thể cho thấy phần da và cơ bắp hiện diện ở giữa, còn những cái ở cổ gần hơn với các gai thần kinh. Ngoài đường giữa của cơ thể, da còn có các vảy xương bổ sung, có hình tứ giác lớn với kích thước 58 mm hoặc 70 mm, được tìm thấy cùng với nguyên mẫu; ta không biết vị trí của tấm này trên cơ thể.:113–114 Mẫu vật UMNH VP 5278 cũng được tìm thấy với một số vảy xương, được mô tả là vô định hình. Mặc dù hầu hết các vảy này được tìm thấy cách bộ xương khoảng 5 mét, chúng không kết nối trực tiếp đến bất kỳ đốt sống nào, không giống như trong mẫu Ceratosaurus nasicornis, và do đó vị trí ban đầu của chúng trên cơ thể không thể suy ra được.:32

### Hộp sọ

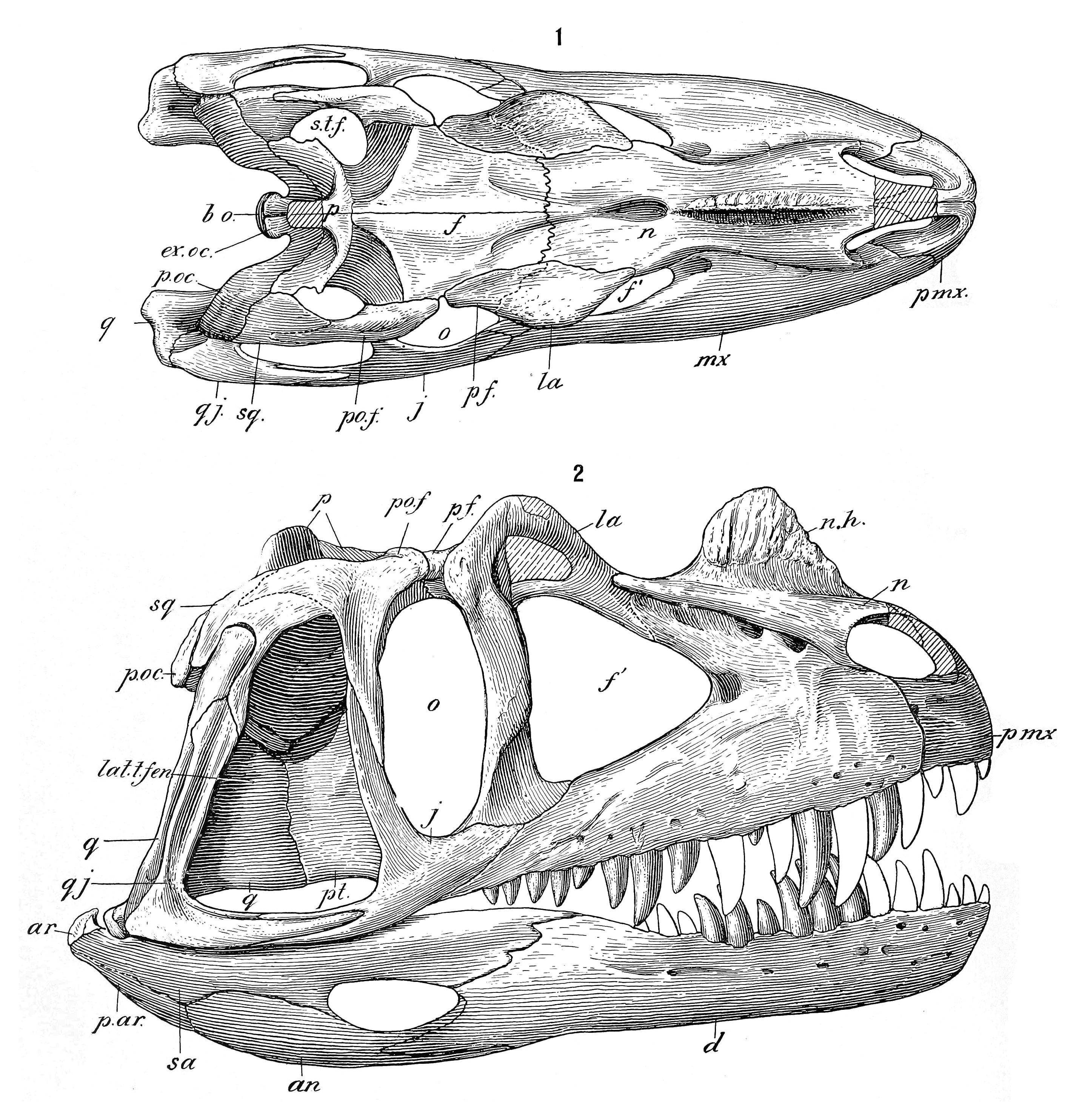
Sơ đồ hộp sọ nguyên mẫu Ceratosaurus nasicornis ở phía trên và phía bên bởi Charles Gilmore, năm 1920. Sự tái thiết hộp sọ này giờ đây được cho là quá rộng ở phần trên cùng.

Hộp sọ của loài khá lớn so với phần còn lại của cơ thể. Chiều dài được đo vào khoảng 55 cm trong mẫu vật Ceratosaurus nasicornis, được đo từ đầu mõm đến lồi cầu xương chẩm, kết nối với đốt sống cổ tử cung đầu tiên.:88 Độ rộng của hộp sọ này khó tái tạo lại vì nó bị bóp méo nặng nề, và mẫu phục dựng năm 1920 của Gilmore sau đó bị cho là quá rộng. Hộp sọ khá hoàn chỉnh của mẫu MWC 1 được ước tính có chiều dài 60 cm và chiều rộng 16 cm; hộp sọ này hơi dài hơn một chút so với mẫu gốc.:3 Mặt sau của hộp sọ có cấu hình nhẹ hơn so với một số loài chân thú lớn hơn do hộp sọ có nhiều vết mở rộng, nhưng hàm rất sâu để hỗ trợ các răng lớn.:277 Xương lệ tạo thành không chỉ phần sau của cửa sổ trước hố mắt, một khe hở lớn giữa mắt và lỗ mũi, mà còn tạo nên một phần của lề trên, không giống như các thành viên của họ khủng long Abel. Xương vuông, được kết nối với hàm dưới ở đầu dưới của nó để tạo thành khớp hàm, được nghiêng sao cho khớp hàm được di dời về phía sau kết nối với lồi cầu xương chẩm. Điều này cũng dẫn đến việc mở rộng cửa sổ sau hố mắt bên, một khe hở lớn phía sau mắt.:53
Đặc điểm nổi bật nhất là một cái sừng riêng lẻ nằm trên đầu giữa của hộp sọ phía sau lỗ mũi, được hình thành từ những lồi lõm của xương mũi trái và phải.:82 Chỉ lõi sừng xương được biết đến từ hóa thạch - trong động vật sống, lõi này sẽ hỗ trợ vỏ bọc keratin. Trong khi đáy của lõi sừng rất mượt mà, hai phần ba trên của nó nhăn nheo và xếp hàng với những lỗ có thể chứa các mạch máu khi còn sống. Trong mẫu gốc, lõi sừng dài 13 cm và rộng 2 cm ở đáy của nó nhưng nhanh chóng thu hẹp lại khi lên trên chỉ còn 1,2 cm; nó cao 7 cm.:82 Sừng dài hơn và thấp hơn trong hộp sọ của mẫu MWC 1.:3 Phía sau sừng mũi, xương mũi tạo thành một rãnh hình bầu dục; cả hai rãnh này và sừng mũi phục vụ như là đặc điểm để phân biệt Ceratosaurus vơi các chi họ hàng.:192 Ngoài sừng mũi lớn, Ceratosaurus sở hữu một cái sừng nhỏ hơn, hình bán nguyệt, sừng giống như rặng núi trước mỗi mắt, tương tự như của Allosaurus. Những rặng nhổm lên này được hình thành bởi các xương lệ. Ở các con vị thành niên, cả ba sừng đều nhỏ hơn con trưởng thành, và hai nửa của lõi sừng mũi chưa được hợp nhất.
Hai xương đầu mõm kết hợp, hình thành đầu mõm, chỉ chứa ba răng trên mỗi nửa, ít hơn so với hầu hết các khủng long chân thú khác.:52 Xương hàm trên được lót bằng 15 răng giống như lưỡi dao ở mỗi bên trong mẫu gốc. Tám chiếc răng đầu tiên rất dài và mạnh, nhưng từ răng thứ 9 trở đi thì chúng dần giảm kích thước. Như điển hình cho các loài khủng long chân thú, chúng có đặc trưng cạnh răng cưa mịn, mà trong mẫu có chứa một số 10 răng nhỏ mỗi 5 mm (0,20 in).:92 Mẫu MWC 1 chỉ cho thấy 10 đến 12, và mẫu UMNH VP 5278 gồm mười hai răng trong mỗi xương mõm; răng khỏe hơn và có độ cong lại nhiều hơn trong các mẫu vật sau.:3,27 Trong tất cả các mẫu vật, vòng đỉnh răng của hàm trên đặc biệt dài. Trong mẫu vật UMNH VP 5278, chúng đo chiều dài lên đến 9,3 cm (3,7 in), bằng với chiều cao tối thiểu của hàm dưới. Trong mẫu gốc, chúng có chiều dài lên đến 7 cm, thậm chí còn vượt qua chiều cao tối thiểu của hàm dưới. Trong các khủng long chân thú khác, chiều dài răng có thể so sánh với loài này chỉ được biết đến từ loài Genyodectes có họ hàng. Ngược lại, một số thành viên của Abelisauridae có vòng đỉnh răng rất ngắn.:92 Trong mẫu gốc, mỗi nửa của xương hàm dưới, xương chịu lực, được trang bị mười lăm răng, tuy nhiên được bảo quản kém. Cả hai mẫu vật MWC 1 và UMNH VP 5278 chỉ cho thấy 11 răng trong mỗi hàm dưới, được thể hiện trong các mẫu sau, hơi thẳng và ít cứng hơn so với hàm trên.:3,21

## Lịch sử nghiên cứu

### Mẫu gốc của loàiCeratosaurus nasicornis

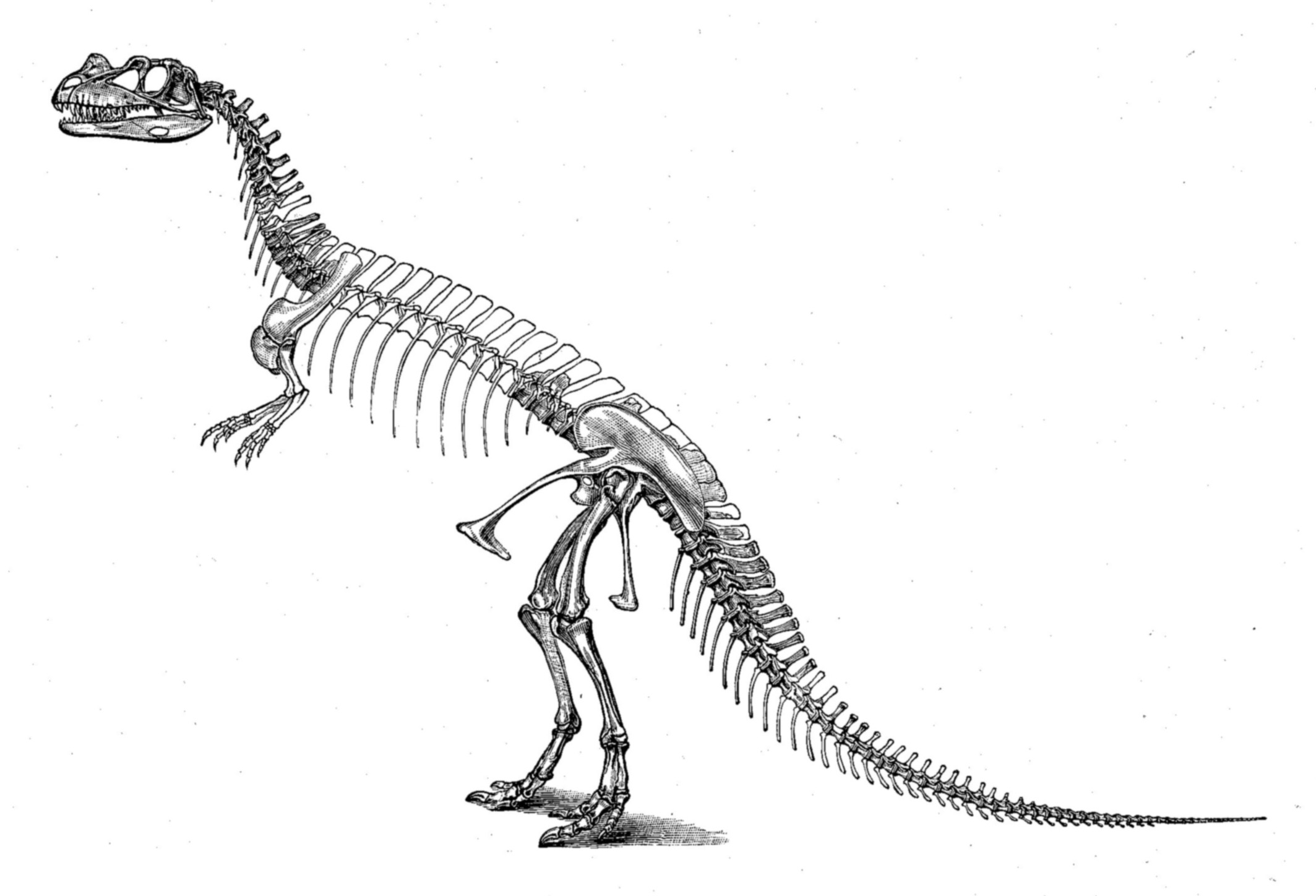
Phục dựng bộ xương Ceratosaurus nasicornis theo Othniel Charles Marsh năm 1892, cho thấy một dáng đứng thẳng và các đốt sống xương quá dài làm cho thân của nó trở lên lớn hơn thực tế.

Mẫu vật đầu tiên, mẫu USNM 4735, được phát hiện và khai quật bởi một nông dân tên Marshall Parker Felch vào năm 1883 và 1884. Tìm thấy có khớp nối, với các xương vẫn còn kết nối với nhau, nó đã gần như hoàn chỉnh, bao gồm cả hộp sọ. Các bộ phận thiếu quan trọng bao gồm một số lượng không xác định của đốt sống; tất cả trừ xương sườn cuối cùng của thân; xương cánh tay trên; xương ngón tay xa của cả hai tay; hầu hết các chi trước bên phải; hầu hết các chi sau chân trái; và hầu hết bàn chân.:77 Mẫu vật được tìm thấy bao bọc bởi sa thạch cứng;:2,114 Địa điểm khám phá, nằm trong khu vực Garden Park phía bắc thành phố Cañon, Colorado và được gọi là Felch Quarry 1, được coi là một trong những địa điểm hóa thạch giàu nhất của Thành hệ Morrison. Nhiều hóa thạch khủng long đã được thu hồi từ mỏ đá này ngay cả trước khi phát hiện ra Ceratosaurus, đáng chú ý nhất là một mẫu vật gần như hoàn chỉnh của loài Allosaurus (USNM 4734) vào năm 1883 và 1884.:7,114
Sau khi khai quật, mẫu vật được chuyển đến Bảo tàng Lịch sử Tự nhiên Peabody ở New Haven, nơi nó được nghiên cứu bởi Marsh, người đã mô tả nó là chi mới và loài Ceratosaurus nasicornis vào năm 1884.:114 Tên Ceratosaurus có thể được dịch là "con thằn lằn sừng" (từ tiếng Hy Lạp κερας/κερατος, keras/keratos— "sừng" và σαυρος/sauros - "thằn lằn"), và nasicornis nghĩa là "mũi sừng" (từ tiếng La tinh - "mũi" và cornu— "sừng"). Với sự hoàn chỉnh của mẫu vật, chi mới được mô tả là vào thời điểm khủng long chân thú được biết đến nhiều nhất ở Mỹ. Năm 1898 và 1899, mẫu vật được chuyển đến Bảo tàng Lịch sử Tự nhiên Quốc gia Hoa Kỳ, tại Washington D.C., cùng với nhiều hóa thạch khác được Marsh mô tả ban đầu. Chỉ một phần của tài liệu này đã được chuẩn bị đầy đủ khi nó đến Washington; chuẩn bị tiếp theo kéo dài từ năm 1911 đến cuối năm 1918. Đóng gói và vận chuyển từ New Haven đến Washington gây ra một số thiệt hại cho mẫu Ceratosaurus.:2,114 Năm 1920, Charles Gilmore xuất bản một mô tả lại rộng rãi về mẫu này và các mẫu khủng long chân thú khác nhận được từ New Haven, bao gồm mẫu Allosaurus gần như hoàn chỉnh được thu hồi từ cùng một mỏ đá.:2

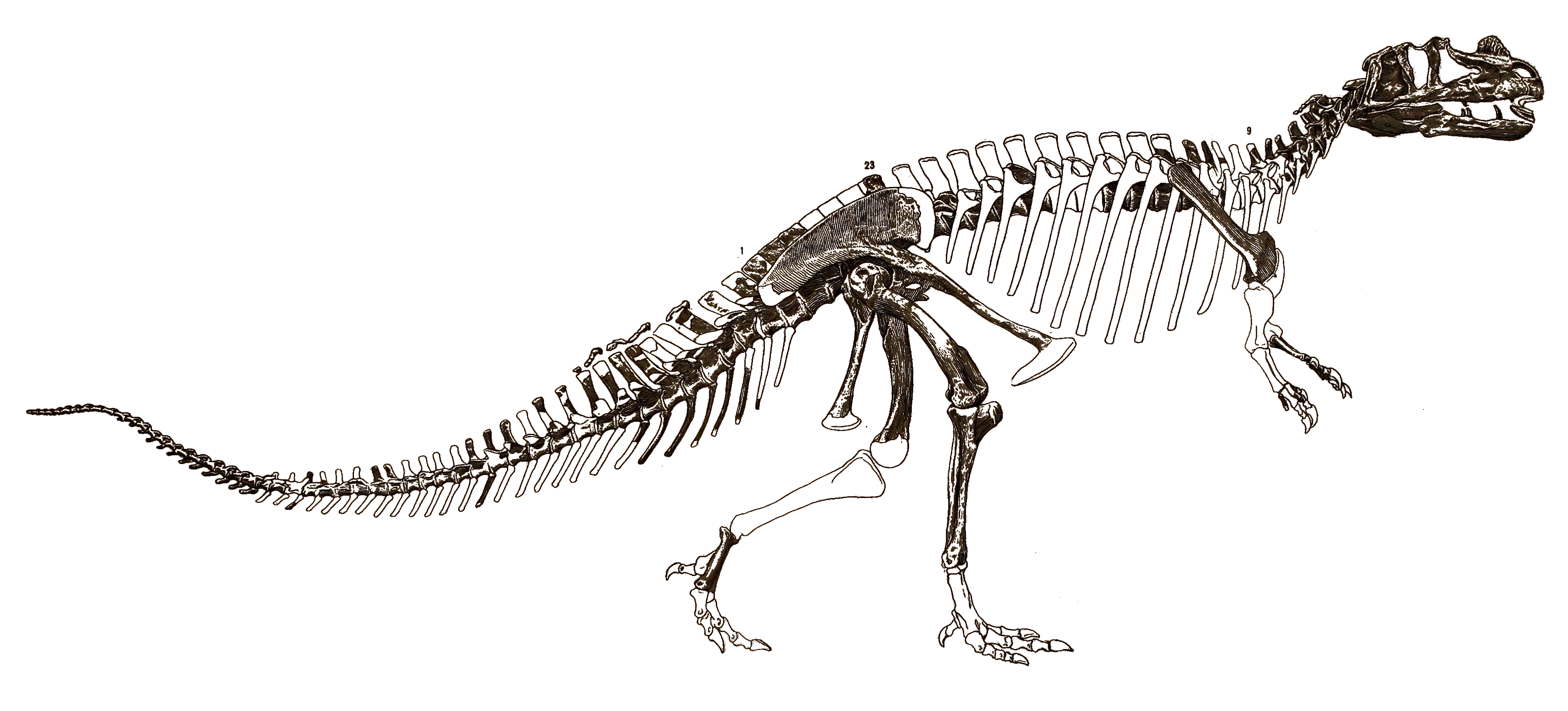
Phục dựng mẫu gốc Ceratosaurus nasicornis bởi Charles W. Gilmore, 1920, cho thấy các yếu tố đã biết.

Trong một bài báo năm 1892, Marsh công bố việc tái tạo bộ xương ban đầu của Ceratosaurus, mô tả con vật với độ dài 6,7 m và chiều cao 3,7 m. Theo ghi nhận của Gilmore vào năm 1920, thân mình được mô tả quá dài trong bản tái thiết này, kết hợp với ít nhất sáu đốt sống lưng là quá nhiều. Lỗi này được lặp đi lặp lại trong một số ấn phẩm tiếp theo, kể cả trong tranh phục dựng cuộc sống, được Frank Bond vẽ vào năm 1899 dưới sự hướng dẫn của Charles R. Knight nhưng không được xuất bản cho đến năm 1920. Bản phục dựng cuộc sống của loài này chính xác hơn được xuất bản năm 1901, được vẽ bởi Joseph M. Gleeson, một lần nữa dưới sự giám sát của Knight. Mẫu gốc được ghép bởi Gilmore vào năm 1910 và 1911, và kể từ đó được trưng bày tại Bảo tàng Lịch sử Tự nhiên Quốc gia Hoa Kỳ. Hầu hết các dáng đứng ban đầu cho thấy Ceratosaurus trong một tư thế thẳng đứng, với đuôi kéo lê trên mặt đất.:115–116 Tuy nhiên dáng đứng của mẫu gốc, ngược lại, đã đi trước thời đại của nó::276 Lấy cảm hứng từ xương đùi trên, đã được tìm thấy với góc hợp với chân thấp hơn, ông mô tả gắn kết như một con vật chạy với một tư thế nằm ngang chứ không phải là thẳng đứng và có một cái đuôi mà không tiếp xúc với mặt đất. Bởi vì sự làm phẳng mạnh mẽ trong hóa thạch gốc, Gilmore không gắn mẫu vật lên các trụ đỡ tự do mà gắn nó vào một bức phù điêu bên trong một bức tường nhân tạo.:114 Với phần xương được nhúng một phần trong một mảng bám, các nghiên cứu khoa học tuy vậy bị bị giới hạn. Trong quá trình cải tạo triển lãm khủng long của bảo tàng từ năm 2014 đến năm 2019, mẫu vật đã được tháo dỡ và giải phóng khỏi mảng bám. Trong triển lãm mới, được thiết lập để mở cửa vào năm 2019, mô hình được lên kế hoạch sẽ được thay thế bởi một khung đỡ tự do, và các xương ban đầu sẽ được lưu trữ trong bộ sưu tập bảo tàng để cho phép các nhà khoa học có thể thoải mái truy cập.

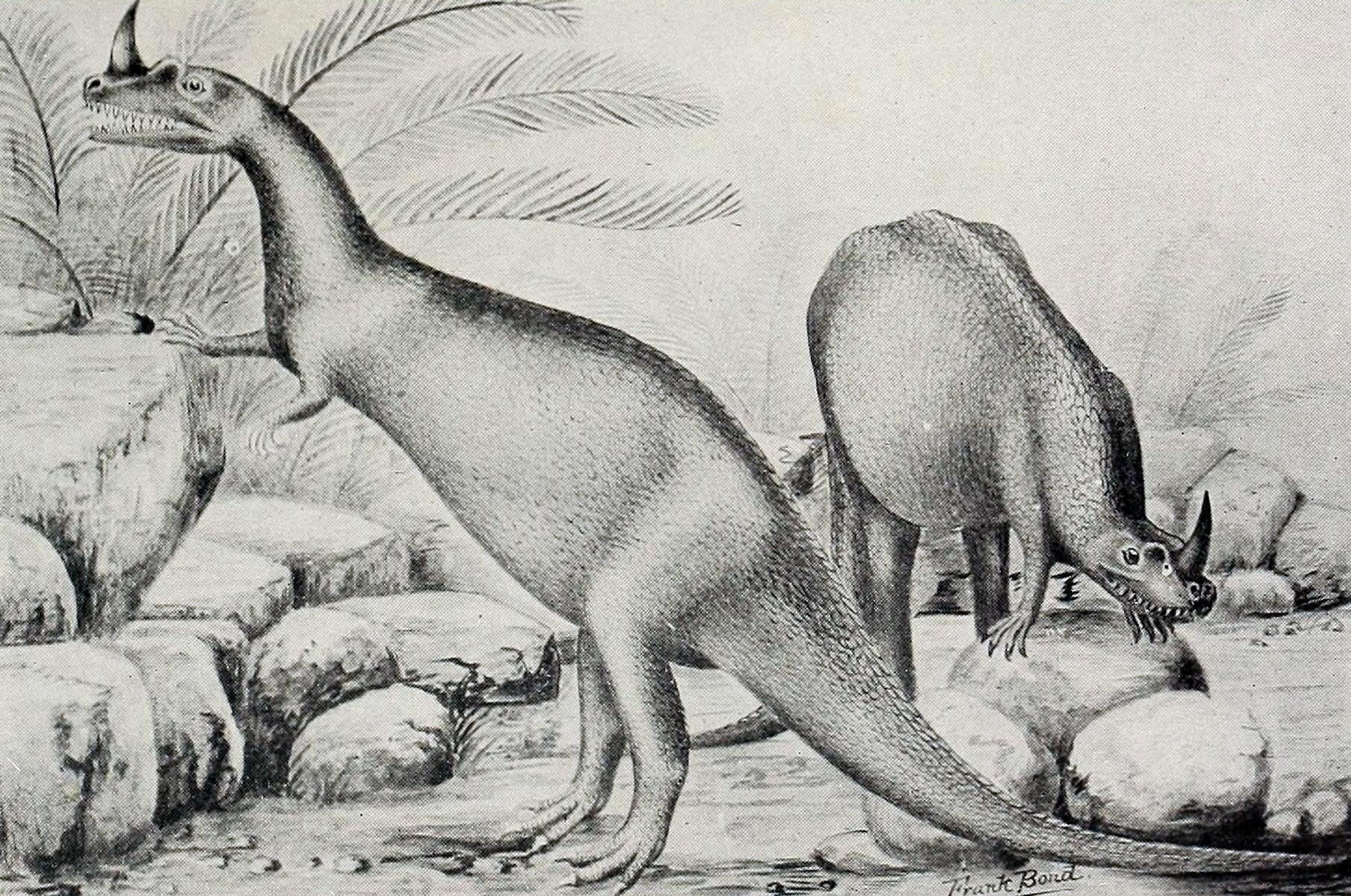
Có thể là một trong những bức tranh miêu tả Ceratosaurus đầu tiên, được vẽ vào năm 1899 bởi Frank Bond dưới sự hướng dẫn của Charles R. Knight, nhưng không được công bố cho đến năm 1920.

### Các phát hiện tiếp theo tại Bắc Mỹ
Sau khi phát hiện ra mẫu gốc Ceratosaurus nasicornis, một phát hiện mới về loài Ceratosaurus không được thực hiện cho đến đầu những năm 1960, khi nhà cổ sinh vật học James Madsen và nhóm của ông khai quật một bộ xương rời rạc, bao gồm hộp sọ (UMNH VP 5278) tại Cleveland-Lloyd Dinosaur Quarry ở Utah. Đây là một trong những mẫu Ceratosaurus to lớn nhất.:21 Một mẫu vật khớp nối thứ hai bao gồm hộp sọ (MWC 1) được phát hiện vào năm 1976 bởi Thor Erikson, con trai của nhà cổ sinh vật học Lance Erikson, gần Fruita, Colorado. Một mẫu vật khá hoàn chỉnh, nó thiếu hàm dưới, cẳng tay và xương bụng (gastralia). Hộp sọ, mặc dù khá hoàn chỉnh, đã được tìm thấy tan rã và bị lăn phẳng ở mặt bên. Mặc dù là một cá thể lớn, nó vẫn chưa đạt đến kích thước trưởng thành, như được chỉ ra bởi các đường khâu hở giữa xương sọ.:2–3 Sự tái tạo ba chiều chính xác của hộp sọ để trưng bày trong các cuộc triển lãm bảo tàng được tạo ra bằng nhiều công đoạn rất phức tạp bao gồm đúc và dựng khung các xương nguyên bản, chỉnh sửa các biến dạng trên xương, tái tạo các bộ phận bị thiếu và sơn lại để phù hợp với màu gốc của xương.
Cả hai mẫu vật từ Fruita và Cleveland-Lloyd được mô tả bởi Madsen và Samuel Paul Welles trong một chuyên khảo năm 2000, với mẫu Utah được gán cho một loài mới Ceratosaurus dentisulcatus và mẫu Colorado cho loài mới Ceratosaurus magnicornis. Cái tên dentisulcatus được đặt là do các rãnh song song có mặt ở hai bên của răng hàm và ba răng đầu tiên của hàm dưới trong mẫu đó; magnicornis chỉ cái sừng mũi lớn hơn của mẫu vật.:2,21 Tính hợp lệ của cả hai loài, tuy nhiên, được đặt dấu hỏi trong các ấn phẩm tiếp theo. Brooks Britt và các cộng sự, vào năm 2000, cho rằng nguyên mẫu Ceratosaurus nasicornis là một cá thể vị thành niên, với hai mẫu vật lớn hơn đại diện cho dạng trưởng thành của cùng một loài duy nhất. Oliver Rauhut, năm 2003, và Matthew Carrano và Scott Sampson, năm 2008, coi sự khác biệt giải phẫu do Madsen và Welles trích dẫn để hỗ trợ những loài bổ sung này đại diện cho sự phát sinh cá thể (tuổi đời) hoặc các hình thái khác nhau của cùng một loài.:192

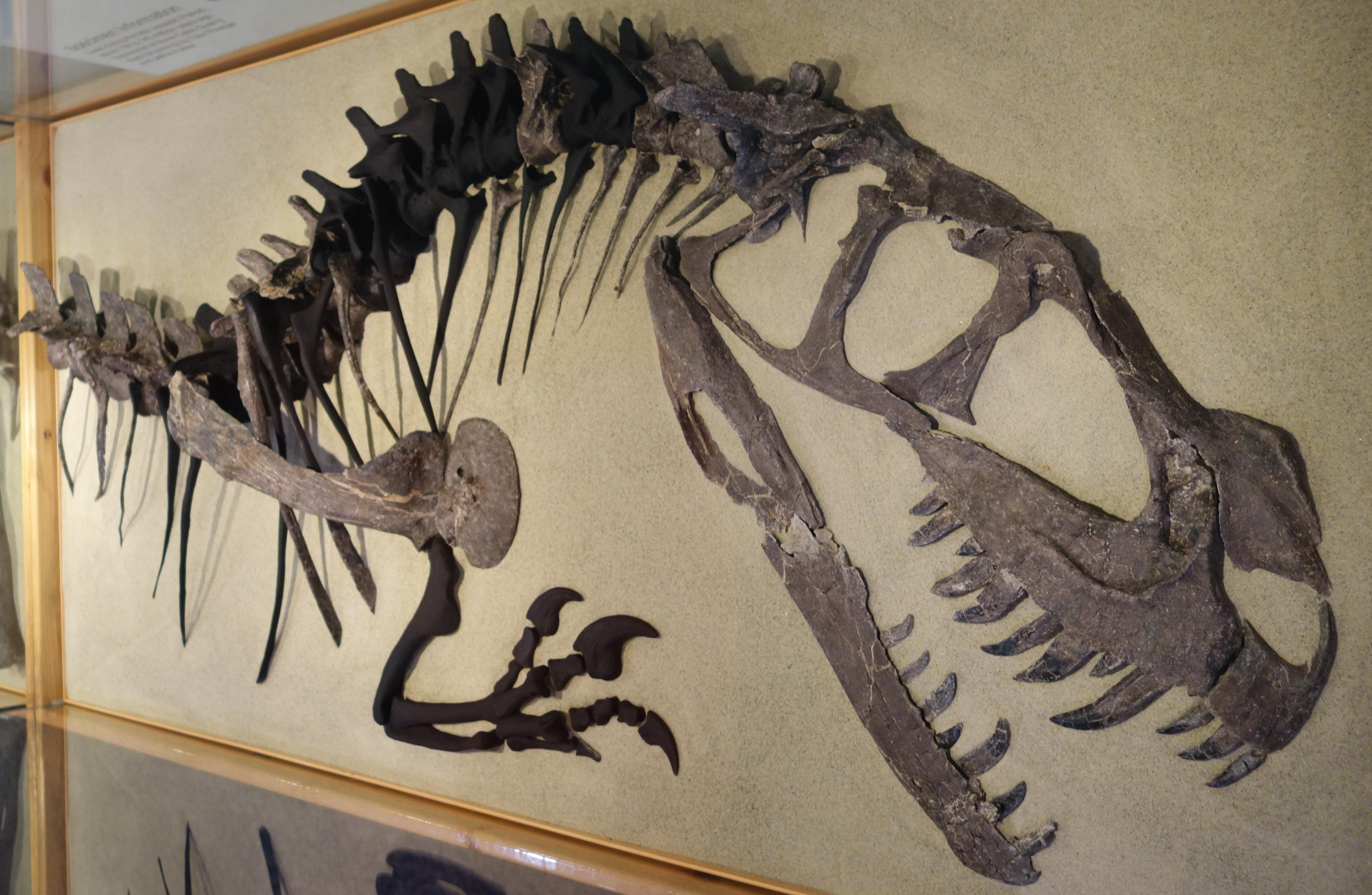
Một phần mẫu vật chưa trưởng thành, Bảo tàng Cổ sinh vật Bắc Mỹ

Một mẫu tiếp theo (số mẫu BYUVP 12893) được phát hiện vào năm 1992 tại mỏ đá lưu vực Agate ở phía đông nam của Moore, Utah, nhưng vẫn đang chờ mô tả. Mẫu vật, được coi là lớn nhất được biết đến trong chi, bao gồm nửa phía trước của một hộp sọ, bảy đốt sống lưng xương chậu rời rạc, và một khung xương chậu còn khớp nối và xương cùng.:192:36 Vào năm 1999, Britt báo cáo về khám phá của một bộ xương Ceratosaurus thuộc về một cá thể vị thành niên. Được phát hiện tại mỏ đá Bone Cabin ở Wyoming, nó nhỏ hơn 34% so với mẫu gốc Ceratosaurus nasicornis và bao gồm một hộp sọ hoàn chỉnh cũng như 30% phần còn lại của bộ xương bao gồm khung xương chậu hoàn chỉnh.
Bên cạnh 5 phát hiện xương này, Ceratosaurus rời rạc vẫn còn được báo cáo từ nhiều địa phương từ các khu địa tầng 2 và 4-6 của thành hệ Morrison, bao gồm một số địa điểm hóa thạch chính của thành hệ. Tượng đài Quốc gia Khủng long, Utah, có một bộ xương mõm bị cô lập (mẫu DNM 972); một xương quạ lớn (scapulocoracoid) đã được báo cáo từ Como Bluff ở Wyoming. Một mẫu vật khác xuất phát từ mỏ đá Mesa khô, Colorado, và bao gồm một xương scapulocoracoid trái cũng như các mảnh xương trên cột sống và xương chân tay. Tại mỏ Mygatt Moore, Colorado, chi có răng của loài này được biết đến.:36

### Phát hiện ngoài Bắc Mỹ
Từ năm 1909 đến năm 1913, các đoàn thám hiểm Đức của Bảo tàng Lịch sử Tự nhiên, Berlin đã phát hiện ra một quần thể động vật khủng long đa dạng từ Thành hệ Tendaguru ở Đông Đức Châu Phi, hiện nay là Tanzania. Mặc dù thường được coi là vùng quan trọng nhất của hóa thạch khủng long tại châu Phi, khủng long chân thú lớn chỉ được biết đến qua một số ít xương rời rạc và mảnh vỡ. Năm 1920, nhà cổ sinh vật học người Đức Werner Janensch đã cho rằng một số đốt sống lưng từ mỏ đá "TL" thuộc loài Ceratosaurus, dưới tên Ceratosaurus sp. (các loài không chắc chắn). Năm 1925, Janensch đặt tên một loài mới Ceratosaurus, Ceratosaurus roechlingi, dựa trên mảnh vỡ còn lại từ mỏ đá "Mw" bao gồm một xương vuông, một xương mác, đốt sống đuôi mảnh và nhiều mảnh vỡ khác. Mẫu vật này thuộc về một cá thể lớn hơn đáng kể so với mẫu Ceratosaurus nasicornis gốc.

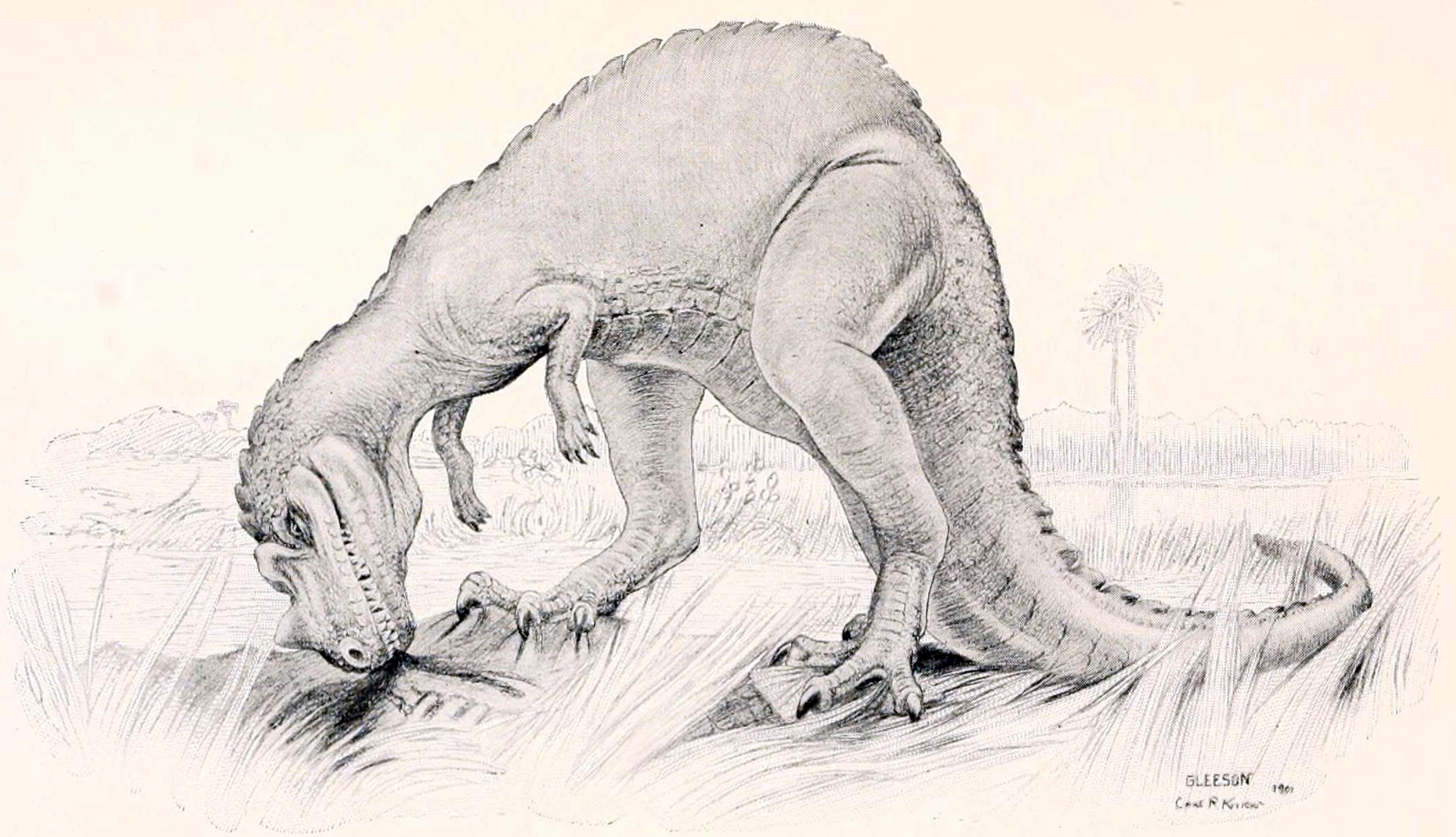
Phục dựng Ceratosaurus nasicornis bởi Joseph M. Gleeson vào năm 1901, dưới sự giám sát của Charles R. Knight.

Trong chuyên khảo năm 2000, Madsen và Welles xác nhận việc chuyển những phát hiện này cho Ceratosaurus. Ngoài ra, họ đã gán nhiều răng cho chi, mà ban đầu được mô tả bởi Janensch như một loài có thể thuộc về Labrosaurus, Labrosaurus (?) Stechowi. Các tác giả khác đã đặt câu hỏi về việc gán bất kỳ mẫu vật ở Tendaguru cho Ceratosaurus, lưu ý rằng không có mẫu nào trong số những mẫu vật này cho thấy các đặc tính cho chi đó.:66:192 Năm 2011, Rauhut tìm thấy cả Ceratosaurus roechlingi và Labrosaurus (?) stechowi có thể thuộc về ceratosaurids, nhưng thấy chúng không được chẩn đoán ở cấp chi và do đó chỉ định chúng là dubina nomia (tên bị nghi ngờ). Năm 1990, Timothy Rowe và Jacques Gauthier đã đề cập đến một loài Ceratosaurus khác từ Tendaguru, Ceratosaurus ingens, được Janensch dựng lên vào năm 1920 và dựa trên 25 răng bị cô lập, rất lớn có chiều dài tới 15 cm. Tuy nhiên, Janensch đã xếp loài này trong chi Megalosaurus, không phải cho Ceratosaurus; Vì vậy, tên này có thể là một lỗi sao chép đơn giản.:37 Rauhut, vào năm 2011, cho thấy Megalosaurus ingens không liên quan chặt chẽ với Megalosaurus hoặc Ceratosaurus, nhưng có thể đại diện cho một loài carcharodontosaurid khác.
Vào năm 2000 và 2006, các nhà cổ sinh vật học do Octávio Mateus đứng đầu đã mô tả một kết quả từ Thành hệ Lourinhã ở miền Trung Tây Bồ Đào Nha (ML 352) là một mẫu vật Ceratosaurus mới, bao gồm một xương đùi phải (xương hông trên), xương chày bên trái, và một số răng bị cô lập phục hồi từ các vách đá của bãi biển Valmitão, giữa các đô thị Lourinhã và Torres Vedras. Các xương được tìm thấy chìm trong cát màu vàng đến nâu, hạt cát mịn, được lắng đọng bởi các con sông như là các mỏ ngập lũ và thuộc về các tầng đá thấp hơn của Khu Porto Novo, được cho là có niên đại địa chất vào thế Kimmeridgian muộn. Xương bổ sung của cá thể này (SHN (JJS) -65), bao gồm xương đùi trái, xương chày phải và một phần xương trái (xương bê), đã bị lộ ra do sự xói mòn vách đá đang tiến triển. Mặc dù ban đầu là một phần của bộ sưu tập tư nhân, các yếu tố bổ sung này đã được chính thức giám tuyển sau khi bộ sưu tập riêng được tặng cho Sociedade de História Natural ở Torres Vedras và được mô tả chi tiết trong năm 2015. Mẫu vật này được xếp cho loài Ceratosaurus dentisulcatus của Mateus và các đồng nghiệp vào năm 2006. Một đánh giá năm 2008 của Carrano và Sampson đã xác nhận việc phân loại cho Ceratosaurus, nhưng kết luận rằng việc phân loại cụ thể là không thể trong thời gian hiện tại.[10]: 192 Năm 2015, Elisabete Malafaia và các đồng nghiệp đã đặt câu hỏi về tính hợp lệ của C. dentisulcatus, xếp mẫu vật cho loài Ceratosaurus aff. Ceratosaurus nasicornis.
Các báo cáo khác bao gồm một chiếc răng duy nhất được tìm thấy ở Moutier, Thụy Sĩ. Ban đầu được đặt tên bởi Janensch vào năm 1920 là Labrosaurus meriani, răng sau đó được xếp cho loài Ceratosaurus sp. (thuộc loài chưa biết) bởi Madsen và Welles.:35–36 Trong năm 2008, Matías Soto và Daniel Perea mô tả răng từ Thành hệ Tacuarembó ở Uruguay, bao gồm một bộ phận được cho là vòng đỉnh răng mõm. Điều này cho thấy các đường thẳng đứng ở bên trong của răng và thiếu các răng ở mép trước của nó; các đặc tính này, trong cách kết hợp này, chỉ được biết đến ở loài Ceratosaurus. Tuy nhiên, các tác giả nhấn mạnh rằng việc phân nó vào cho chi Ceratosaurus là không khả thi vì các phần còn lại này vẫn còn nhỏ, và lưu ý thêm rằng việc gán tài liệu châu Âu và châu Phi cho Ceratosaurus phải được xem xét thận trọng.

## Cổ sinh vật học

### Sinh thái và thức ăn

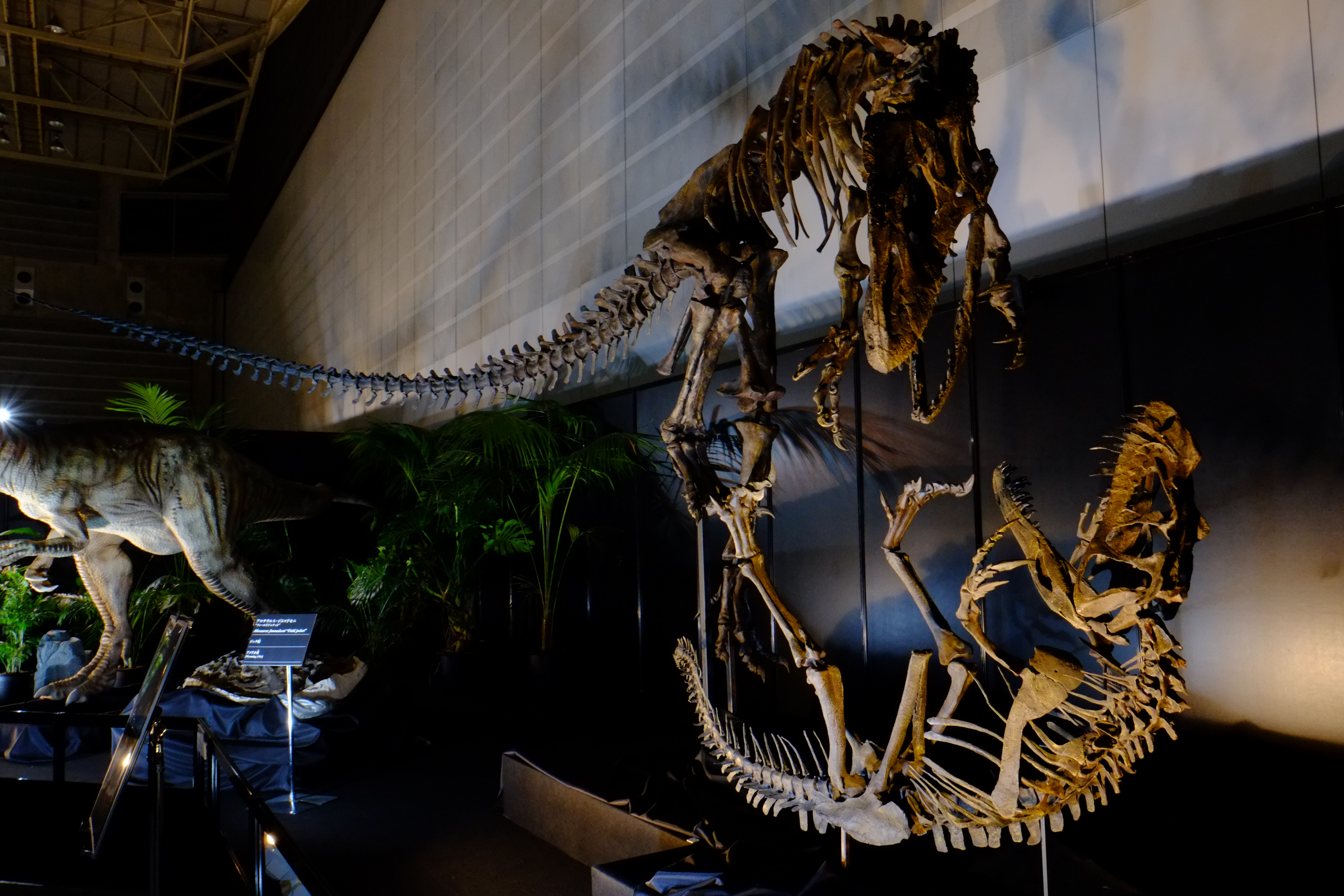
Phục dựng khung xương của Allosaurus và Ceratosaurus nasicornis trong tư thế chiến đấu, tại Triển lãm Dinoworld, Yokohama

Trong Thành hệ Morrison, hóa thạch Ceratosaurus thường được tìm thấy cùng với những loài khủng long chân thú lớn khác, bao gồm loài megalosaurid Torvosaurus và allosaurid Allosaurus. Khu vực Garden Park ở Colorado chứa, bên cạnh chi Ceratosaurus, cũng nhiều hóa thạch được quy cho Allosaurus. Mỏ khô Mesa ở Colorado cũng như mỏ đá Cleveland-Lloyd và Đài tưởng niệm quốc gia Khủng long ở Utah, lần lượt, chứa phần còn lại của ít nhất ba loài khủng long chân thú lớn: Ceratosaurus, Allosaurus và Torvosaurus. Tương tự như vậy, Como Bluff và các vùng lân cận ở Wyoming chứa phần còn lại của Ceratosaurus, Allosaurus và ít nhất một loài megalosaurid lớn. Ceratosaurus là một loài hiếm có của quần thể động vật khủng long chân thú; tỉ lệ sinh sống của chúng so với Allosaurus là 7,5 đến 1 ở những nơi chúng cùng xuất hiện.
Một số nghiên cứu đã cố gắng giải thích cách thức các loài có cùng khu vực phân bố này có thể làm giảm sự cạnh tranh trực tiếp. Donald Henderson, năm 1998, lập luận rằng Ceratosaurus sinh sống cùng với hai loài tiềm năng riêng biệt của chi Allosaurus, mà ông đã đặt tên cho chúng là "hình thái": một hình thái với một mõm ngắn, một hộp sọ cao và rộng, răng mọc ngược, ngắn, và một hình thái đặc trưng bởi một mõm dài hơn, xương sọ thấp hơn, và răng dài, thẳng đứng. Nói thêm, sự tương đồng lớn hơn giữa các loài chung sống ở cùng một khu vực về hình thái, sinh lý học và hành vi, thì sự cạnh tranh cho tài nguyên như thức ăn, vv. sẽ khốc liệt hơn. Henderson đưa ra kết luận rằng loài Allosaurus có mõm ngắn chiếm một vùng sinh thái khác biệt so với cả hai hình thái mõm dài và Ceratosaurus: Hộp sọ ngắn hơn trong hình thái này sẽ giảm những mô-men uốn xuất hiện trong quá trình cắn và do đó tăng lực cắn, so sánh với đặc điểm thấy ở các loài mèo. Ceratosaurus và Allosaurus còn lại, mặt khác, có hộp sọ mõm dài, tốt hơn so với những con chó. Những chiếc răng dài hơn sẽ được sử dụng làm răng nanh để cung cấp vết cắn chém nhanh, với lực cắn tập trung vào diện tích nhỏ hơn do hộp sọ hẹp hơn. Theo Henderson, những điểm tương đồng lớn trong hình dạng hộp sọ giữa Ceratosaurus và hình thái Allosaurus mõm dài chỉ ra rằng những loài này tham gia cạnh tranh trực tiếp với nhau. Vì vậy, Ceratosaurus có thể đã bị đẩy ra khỏi môi trường sống bị chi phối bởi hình thái mõm dài. Thật vậy, hóa thạch Ceratosaurus rất hiếm trong mỏ Cleveland-Lloyd, có chứa xương mõm của Allosaurus mõm dài, nhưng dường như phổ biến hơn ở cả Garden Park và Dry Mesa Quarry, trong đó chúng sống cùng với hình thái mõm ngắn.
Hơn nữa, Henderson gợi ý rằng Ceratosaurus có thể tránh được sự cạnh tranh bằng cách ưu tiên các con mồi khác nhau; sự phát triển của những chiếc răng cực kỳ dài của nó có thể là kết quả trực tiếp của cuộc cạnh tranh với hình thái Allosaurus mõm dài. Cả hai loài cũng có thể đã ưa thích các phần khác nhau của xác động vật khi chúng ăn xác. Răng dài của Ceratosaurus có thể phục vụ như là tín hiệu thị giác tạo điều kiện cho sự công nhận của các thành viên của cùng một loài, hoặc cho các chức năng xã hội khác. Ngoài ra, kích thước lớn của các khủng long chân thú này sẽ có xu hướng giảm cạnh tranh, vì số lượng các con mồi có thể tăng lên theo kích thước.
Foster và Daniel Chure, trong một nghiên cứu năm 2006, đồng tình với Henderson rằng Ceratosaurus và Allosaurus thường chia sẻ cùng một môi trường sống và săn cùng một loại con mồi, và do đó có thể chúng có các chiến lược khác nhau để tránh cạnh tranh. Theo các nhà nghiên cứu, điều này cũng được chứng minh bằng các tỷ lệ khác nhau của hộp sọ, răng, và xương trước. Tuy nhiên, sự khác biệt giữa hai hình thái Allosaurus đã được một số nghiên cứu sau đó đặt câu hỏi. Kenneth Carpenter, trong một nghiên cứu năm 2010, phát hiện ra rằng cá thể mõm ngắn của Allosaurus từ Cleveland-Lloyd Quarry đại diện cho các trường hợp biến thể ở mức cá thể chứ không phải là một loài riêng biệt. Hơn nữa, hộp sọ của USNM 4734 từ khu Garden Park, tạo thành cơ sở cho phân tích của Henderson về hình thái ngắn mõm, sau đó được cho thấy là chúng được tái tạo lại quá ngắn.

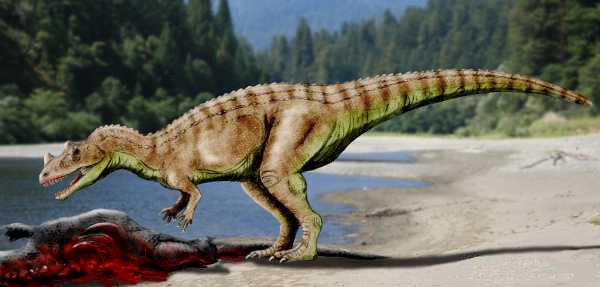
Phục dựng loài Ceratosaurus nasicornis đang ăn mồi

Trong một nghiên cứu năm 2004, Robert Bakker và Gary Bir cho rằng Ceratosaurus chủ yếu chuyên ăn các loài thủy sản cá phổi, cá sấu và rùa. Như được chỉ ra bởi một phân tích thống kê răng rụng từ 50 địa phương riêng biệt trong và xung quanh Como Bluff, răng của cả Ceratosaurus và megalosaurids phổ biến nhất trong các môi trường sống trong và xung quanh các nguồn nước như đầm lầy ướt, bờ hồ và đầm lầy. Ceratosaurus cũng thỉnh thoảng xuất hiện ở các địa phương trên cạn. Allosaurids, mặt khác, đều bình đẳng trong môi trường sống trên cạn và dưới nước. Từ những kết quả này, Bakker và Bir kết luận rằng Ceratosaurus và megalosaurids phải chủ yếu săn lùng gần và trong các khu vực gần nước, với Ceratosaurus cũng ăn những xác chết của những con khủng long lớn. Các nhà nghiên cứu cũng lưu ý cơ thể dài và thấp của Ceratosaurus và megalosaurids. So với các khủng long chân thú khác của Thành hệ Morrison, Ceratosaurus đã có các gai thần kinh cao hơn trên đốt sống đuôi đầu tiên, đứng thẳng chứ không nghiêng về phía sau. Cùng với xương chevron sâu ở mặt dưới của đuôi, chúng chỉ ra một cái đuôi sâu "giống cá sấu" có thể thích nghi để bơi lội. Ngược lại, allosaurids có thân ngắn hơn, cao hơn và cứng hơn với chân dài hơn. Chúng sẽ được điều chỉnh để chạy nhanh trên địa hình mở và săn mồi những loài khủng long ăn cỏ lớn như khủng long chân thằn lằn và stegosaurs, nhưng, như Bakker và Bir đã suy đoán, chúng có thể chuyển sang ăn mồi thủy sản khi động vật ăn cỏ lớn vắng mặt.
Trong cuốn sách nổi tiếng năm 1986 The Dinosaur Heresies, Bakker cho rằng xương của hàm trên chỉ được gắn chặt vào xương sọ xung quanh, cho phép một số chuyển động trong hộp sọ, một tình trạng gọi là sọ di (cranial kinesis). Tương tự như vậy, xương của hàm dưới sẽ có thể di chuyển độc lập với nhau, và xương vuông có thể đu ra ngoài, mở rộng hàm dưới ở khớp hàm. Kết hợp với nhau, những cử động này sẽ cho phép con vật mở rộng hàm của nó để nuốt các con mồi lớn. Trong một nghiên cứu năm 2008, Casey Holliday và Lawrence Witmer đánh giá lại những tuyên bố tương tự được thực hiện cho những loài khủng long khác, kết luận rằng sự hiện diện của cơ tạo ra sọ di không thể được chứng minh cho bất kỳ loài khủng long nào, và có khả năng là không tồn tại nhiều nhất.

### Chức năng của sừng mũi và vảy xương
Năm 1884, Marsh coi mũi sừng của Ceratosaurus là "vũ khí mạnh nhất" cho cả mục đích tấn công và phòng thủ, và Gilmore, vào năm 1920, đồng ý với cách giải thích này.:82:331 Việc sử dụng sừng như một vũ khí hiện nay thường được coi là không thể. Năm 1985, David Norman tin rằng chiếc sừng "có lẽ không dùng để chống lại những kẻ săn mồi khác," nhưng thay vào đó có thể đã được sử dụng cho chiến đấu cùng loài trong các quần thể có Ceratosaurs đực tranh giành quyền giao phối với con cái. Gregory S. Paul, năm 1988, đã đề xuất một chức năng tương tự, và minh họa hai con Ceratosaurus tham gia vào một cuộc thi không gây thương vong. Năm 1990, Rowe và Gauthier tiến xa hơn, gợi ý rằng cái sừng mũi của Ceratosaurus đã "có thể được sử dụng cho duy nhất một mục đích phô trương" và không đóng vai trò nào trong các cuộc đối đầu vật lý. Nếu được sử dụng để hiển thị, có khả năng là sừng sẽ có màu sắc rực rỡ.[9] Một chức năng phô trương cũng được đề xuất cho hàng vảy xương chạy dọc đường giữa cơ thể.

### Chức năng chi trước

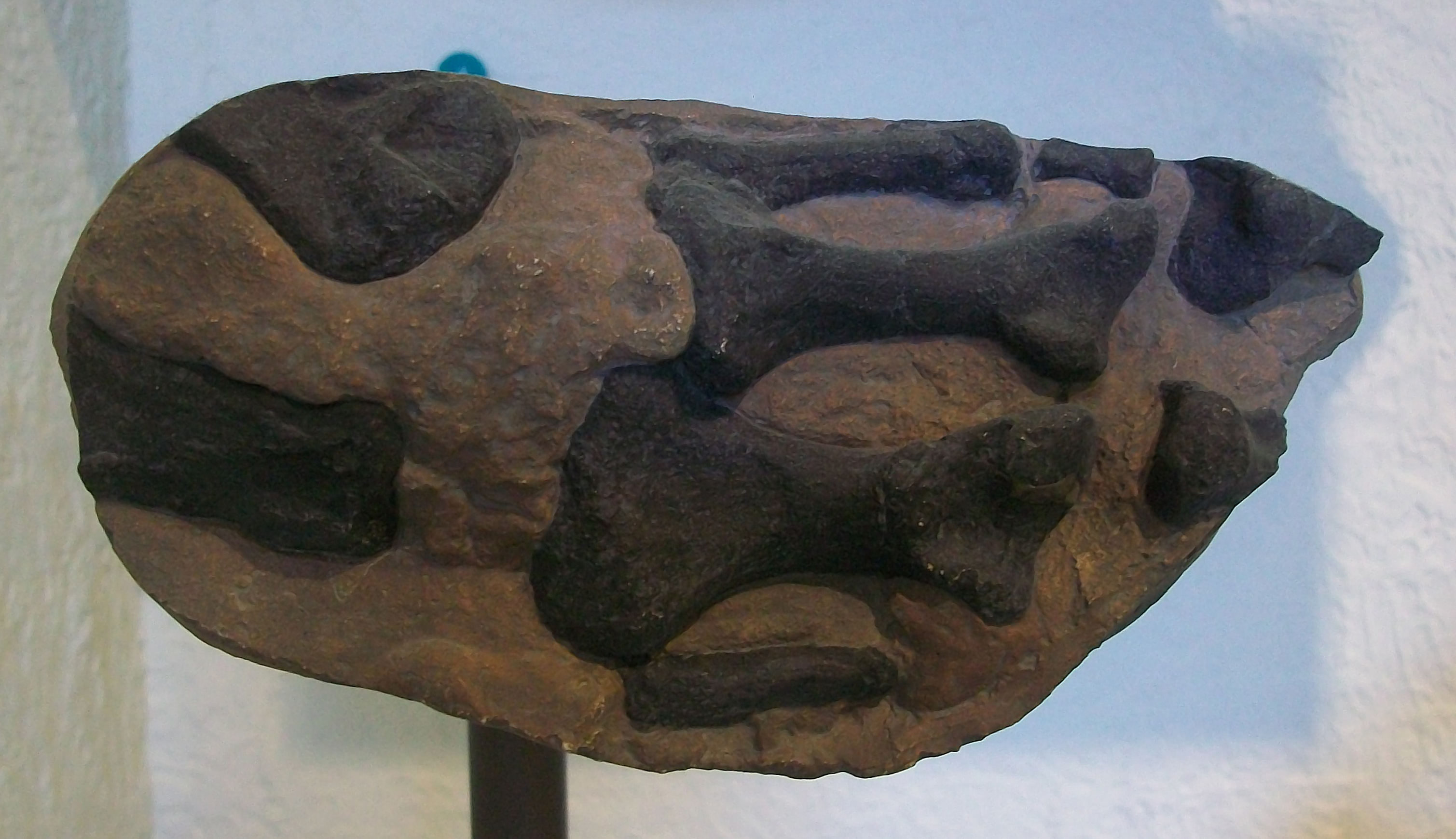
Mô hình tay của Ceratosaurus nasicornis (AMNH 27631). Hầu hết các đốt ngón tay bị thiếu.

Các xương bàn tay và các đốt ngón tay mạnh mẽ của Ceratosaurus đặt ra câu hỏi liệu bàn tay có giữ lại chức năng nắm bắt được giả định cho các loài khủng long chân thú cơ bản khác hay không. Trong phạm vi Ceratosauria, một sự thoái hóa nghiêm trọng hơn nữa có thể được quan sát thấy trong abelisaurids, nơi mà chi trước bị mất hẳn chức năng ban đầu của nó, và trong cả loài Limusaurus. Trong một bài báo năm 2016 về giải phẫu của bàn tay Ceratosaurus, Carrano và Jonah Choiniere nhấn mạnh sự tương đồng về mặt hình thái tuyệt vời của các bàn tay với các khủng long chân thú cơ bản khác, cho thấy nó vẫn hoàn thành chức năng nắm bắt ban đầu của nó mặc dù bị rút ngắn. Mặc dù chỉ có các đốt ngón tay đầu tiên được bảo quản, các đốt ngón tay thứ hai có thể di động như được chỉ ra bởi các bề mặt có cấu trúc phát triển tốt, và các ngón tay có thể đã cho phép một mức độ chuyển động tương tự như trong các khủng long chân thú khác. Như trong các loài theropod khác ngoài abelisaurids, ngón tay I đã có thể hơi nhếch lên khi bị uốn cong.

### Não và các giác quan

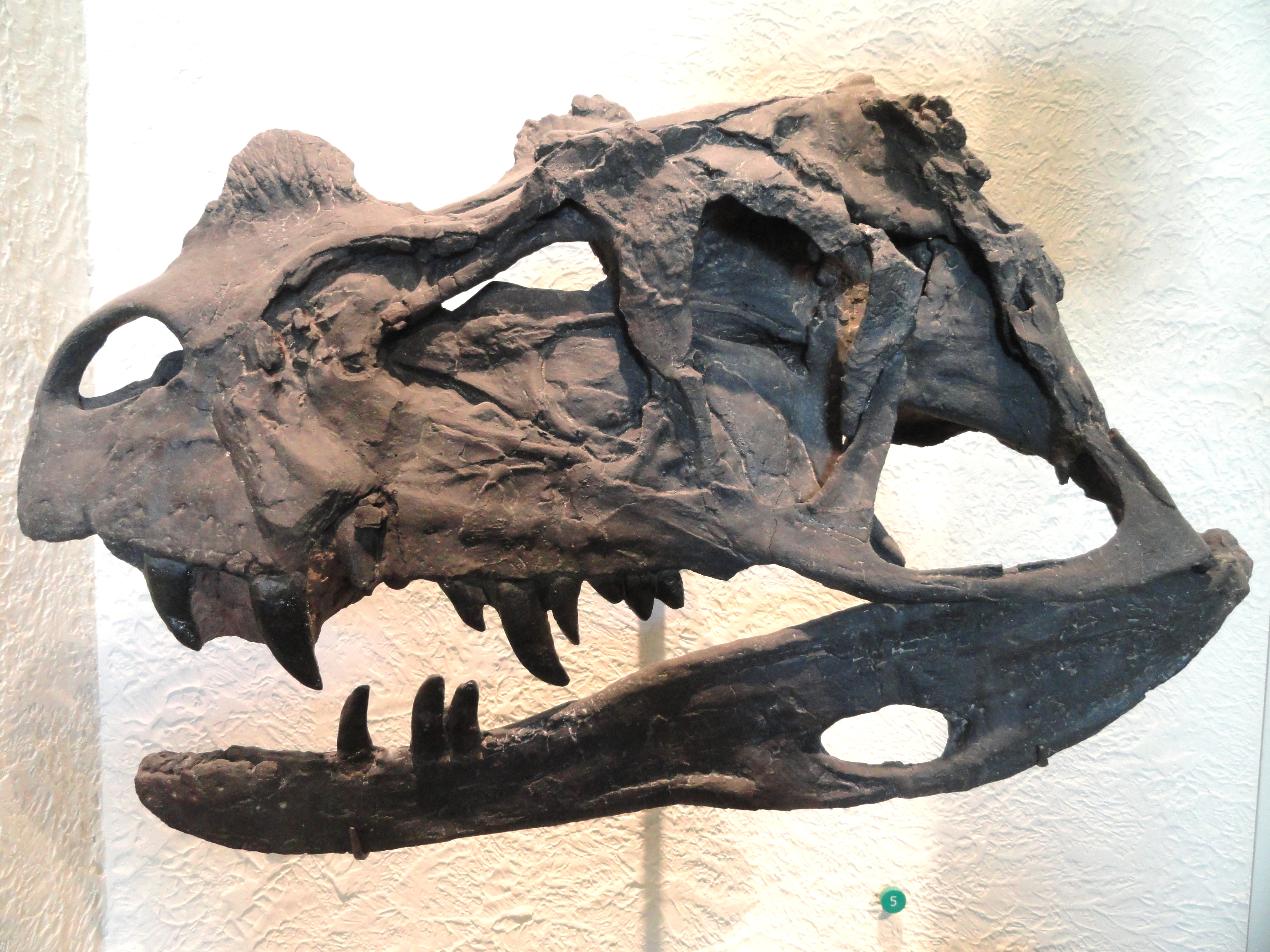
Mô hình đầu của Ceratosaurus nasicornis gốc, Cho thấy cái sừng lớn, Bảo tàng Lịch sử Tự nhiên Hoa Kỳ

Một mô hình của khoang não được tạo ra dưới sự giám sát của Marsh, có lẽ trong quá trình chuẩn bị sọ, cho phép Marsh kết luận rằng bộ não "có kích thước trung bình, nhưng tương đối lớn hơn nhiều so với loài khủng long ăn cỏ". Tuy nhiên, xương sọ đã được kết dính lại với nhau sau đó, do đó độ chính xác của mô hình này không thể được xác minh bởi các nghiên cứu sau này.:93
Một hộp não thứ hai, được bảo quản tốt, đã được tìm thấy cùng với mẫu MWC 1 ở Fruita, Colorado, và được quét vi tính bởi các nhà cổ sinh vật học Kent Sanders và David Smith, cho phép tái tạo lại tai trong, tổng diện tích não và xoang sọ vận chuyển máu cách xa bộ não. Năm 2005, các nhà nghiên cứu kết luận rằng Ceratosaurus sở hữu một khoang não điển hình cho các loài khủng long chân thú sơ khai, và tương tự như của Allosaurus. Những vết dấu của hành khứu giác, nơi điều khiển khứu giác, được bảo quản tốt. Trong khi tương tự như của Allosaurus, chúng nhỏ hơn so với Tyrannosaurus, loài mà được cho là được trang bị một khứu giác cực nhạy. Các kênh bán nguyệt, chịu trách nhiệm về cảm giác thăng bằng và do đó cho chúng di chuyển và dáng hướng đầu, tương tự như những gì được tìm thấy trong các khủng long chân thú khác. Trong khủng long chân thú, các cấu trúc nói chung là được bảo quản tốt, cho thấy rằng các yêu cầu chức năng trong quá trình vận động giống nhau giữa các loài. Đầu trước các kênh bán nguyệt đã được mở rộng, một đặc điểm thường được tìm thấy trong động vật hai chân. Hướng của kênh bán nguyệt bên chỉ ra rằng đầu và cổ được giữ theo chiều ngang ở vị trí trung lập.

### Sự liên kết của xương bàn chân và cổ bệnh lí học
Mẫu gốc Ceratosaurus nasicornis được tìm thấy với các xương bàn chân trái từ b II đến IV hợp nhất với nhau. Marsh, vào năm 1884, đã dành một bài viết ngắn cho điều này vào thời điểm không rõ tính năng của nó, ghi nhận sự tương đồng gần với điều kiện được thấy trong các loài chim hiện đại. Sự hiện diện của đặc điểm này trong Ceratosaurus đã gây tranh cãi vào năm 1890, khi Georg Baur suy đoán rằng sự hợp nhất trong mẫu gốc là kết quả của một vết nứt được chữa lành. Lời khẳng định này được lặp lại vào năm 1892 bởi Cope trong khi cho rằng Ceratosaurus nasicornis nên được phân loại là một loài Megalosaurus do không có sự khác biệt về giải phẫu giữa các chi này. Tuy nhiên, các ví dụ về xương bnaf chân hợp nhất trong khủng long không có nguồn gốc bệnh lý đã được mô tả kể từ đó, kể cả các chi cơ bản hơn Ceratosaurus. Osborn, vào năm 1920, giải thích rằng không có sự phát triển xương bất thường là điều hiển nhiên, và sự hợp nhất là bất thường nhưng có thể không phải là bệnh lý.:112 Ronald Ratkevich, năm 1976, lập luận rằng sự hợp nhất này đã hạn chế khả năng vận động của con vật, nhưng tuyên bố này đã bị Paul từ chối vào năm 1988, người đã lưu ý rằng đặc điểm tương tự xuất hiện ở nhiều động vật hiện đại di chuyển nhanh, bao gồm cả chim không bay và động vật có móng guốc. Một phân tích năm 1999 của Darren Tanke và Bruce Rothschild cho rằng sự hợp nhất này thực chất là bệnh lý, xác nhận tuyên bố trước đó của Baur. Các báo cáo khác về bệnh lý bao gồm gãy xương căng thẳng ở xương chân được xếp cho chi cũng như một chiếc răng bị gãy của một loài Ceratosaurus không xác định, có dấu hiệu tiếp tục bị mòn sau khi bị vỡ.

## Môi trường sống và cổ địa lí học
Tất cả các phát hiện Ceratosaurus ở Bắc Mỹ đều đến từ Thành hệ Morrison, một dãy đá trầm tích bồi tích và biển nông ở miền tây Hoa Kỳ, và là nguồn giàu xương khủng long nhất của lục địa. Theo phương pháp định tuổi bằng đồng vị phóng xạ, suy ra thành hệ có niên đại vào khoảng giữa 156,3 triệu năm tuổi (Ma) tại đáy của nó, và 146,8 triệu năm tuổi ở đỉnh, khiến nó được đặt ở Bậc Oxford, Kimmeridgian, và Tithonian của thời kỳ cuối kỷ Jura. Ceratosaurus được khai quật từ các tầng Kimmeridgian và Tithonian.:49 Thành hệ Morrison được hiểu là một môi trường bán khô cằn với mùa khô và mùa mưa rõ rệt. Lưu vực sông Morrison trải dài từ New Mexico đến Alberta và Saskatchewan, và được hình thành khi dãy núi Front Range của dãy núi Rocky Mountains bắt đầu đẩy lên phía tây. Các trầm tích từ các lưu vực phía đông được đưa đi bởi các dòng sông và suối rồi lắng đọng ở các vùng đất thấp, hồ, sông và đầm lầy. Thành hệ này có tuổi tương tự với các hệ tầng Lourinhã ở Bồ Đào Nha và hệ tầng Tendaguru ở Tanzania.

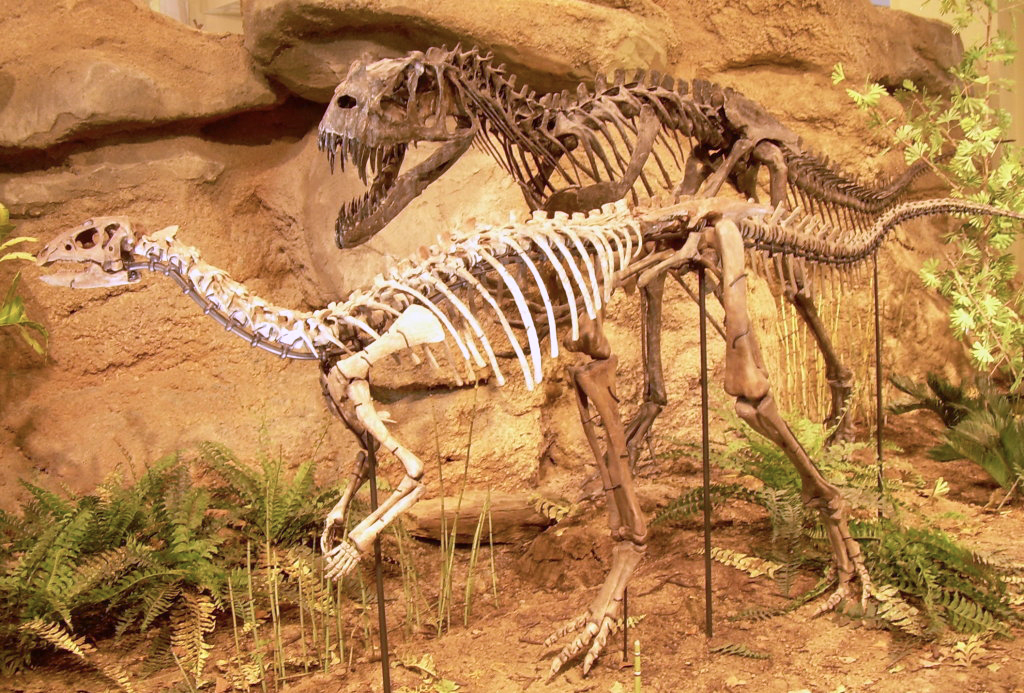
Xương của Ceratosaurus nasicornis và Dryosaurus, Bảo tàng Carnegie

Thành hệ Morrison ghi lại một môi trường và thời gian bị chi phối bởi các loài khủng long chân thú khổng lồ.[57] Những loài khủng long khác được biết đến từ Morrison bao gồm các loài khủng long chân thú như Koparion, Stokesosaurus, Ornitholestes, Allosaurus và Torvosaurus; các loài khủng long chân thú như Apatosaurus, Brachiosaurus, Camarasaurus, và Diplodocus; và các loài khủng long hông chim Camptosaurus, Dryosaurus, Othnielia, Gargoyleosaurus và Stegosaurus.Allosaurus, chiếm 70 đến 75% tất cả các mẫu vật chân thú, chúng là loài săn mồi hàng đầu của hệ động thực vật tại Morrison. Các loài động vật có xương sống khác chia sẻ môi trường này bao gồm các loài cá có tia vây; ếch; Bộ Có đuôi; rùa như Dorsetochelys; sphenodonts; thằn lằn; Crocodylomorphans trên cạn và dưới nước như Hoplosuchus; và một số loài thằn lằn bay như Harpactognathus và Mesadactylus. Vỏ ngoài của lớp Thân mềm hai mảnh vỏ và các loài ốc nước cũng rất phổ biến. Hệ thực vật của thời kỳ này được tiết lộ bởi các hóa thạch của tảo lục, nấm, rêu, Equisetum, Lớp Tuế, ginkgo (thực vật không có hoa), và một số họ thuộc Lớp Thông. Thảm thực vật thay đổi từ các khu rừng ven sông của cây dương xỉ và dương xỉ (rừng gần sông) đến các cây dương xỉ trảng cỏ với những loài cây Araucia giống thông Brachyphyllum.
Một phần mẫu vật Ceratosaurus cho thấy sự hiện diện của chi ở Porto Novo Members ở Bồ Đào Nha của hệ tầng Lourinhã. Nhiều loài khủng long thuộc hệ tầng Lourinhã cũng giống như những loài được thấy trong Thành hệ Morrison, hoặc có họ hàng gần gũi. Bên cạnh Ceratosaurus, các nhà nghiên cứu cũng lưu ý sự hiện diện của Allosaurus và Torvosaurus tại Bồ Đào Nha, vốn được biết đến chủ yếu từ Morrison, trong khi Lourinhanosaurus cho đến nay chỉ được báo cáo từ Bồ Đào Nha. Những con khủng long ăn cỏ từ Porto Novo Members bao gồm, trong số những loài khác, loài chân thằn lằn Dinheirosaurus và Zby cũng như loài Stegosauria Miragaia. Trong thời kỳ cuối kỷ Jura, châu Âu đã tách ra khỏi Bắc Mỹ bởi Đại Tây Dương vẫn còn hẹp, và Bồ Đào Nha, như một phần của bán đảo Iberia, vẫn tách ra khỏi các phần khác của châu Âu. Theo Mateus và các đồng nghiệp, sự tương đồng giữa hệ động vật chân thú ở Bồ Đào Nha và Bắc Mỹ cho thấy sự hiện diện của một cây cầu nối liên lục địa tạm thời, cho phép hệ động thực vật được trao đổi.[28][29] Tuy nhiên, Malafaia và các đồng nghiệp đã lập luận về một kịch bản phức tạp hơn, như các nhóm khác, chẳng hạn như khủng long chân thú, rùa và cá sấu, cho thấy các thành phần loài khác nhau rõ ràng ở Bồ Đào Nha và Bắc Mỹ. Vì vậy, có thể sự tách khỏi lục địa đã gây ra một số động vật được san bằng còn một số loài lại bị giam cầm ở riêng một lục địa.

## Các loài
Loài điển hình, mô tả bởi O. C. Marsh năm 1884 và tái mô tả bởi Gilmore năm 1920, là Ceratosaurus nasicornis. Thêm hai loài khác được mô tả năm 2000: C. magnicornis và C. dentisulcatus. C. magnicornis có sừng mũi hơi tròn hơn nhưng nói chung vẫn rất giống C. nasicornis; C. dentisulcatus thì lớn hơn (hơn 7 mét), và hình dạng sừng không rõ (nếu nó có sừng). Tất cả các mẫu vật tại Bồ Đầu Nha đều được chuyển sang C. dentisulcatus (Mateus et al. 2000; 2006). Tuy nhiêu, liệu C. magnicornis và C. dentisuclatus có thực không còn chưa rõ ràng và bị tranh cãi, có lẽ sự khác biệt của C. nasicornis là biến thiên của từng cá thể; do đó, chúng là danh pháp đồng nghĩa của C. nasicornis. C. meriani là một nomen dubium.
Hai loài không rõ ràng khác, C. ingens và C. stechowi, mô tả từ mẫu vật ít hoàn chỉnh hơn. C. ingens nay được cho rằng thực ra là carcharodontosauridae mơ hồ, và C. stechowi là ceratosauria và/hoặc spinosauridae.